# Championnat du monde de snooker 1972
Navigation
Édition précédente Édition suivante
Le championnat du monde de snooker 1972 s'est déroulé au Selly Park British Legion de Birmingham.

## Tableau final
|  | Quart de finale Au meilleur des 61 manches | Quart de finale Au meilleur des 61 manches | Quart de finale Au meilleur des 61 manches |  |  | Demi-finale Au meilleur des 73 manches | Demi-finale Au meilleur des 73 manches | Demi-finale Au meilleur des 73 manches |    |  | Finale Au meilleur des 73 manches | Finale Au meilleur des 73 manches | Finale Au meilleur des 73 manches |
|  |                                            |                                            |                                            |  |  |                                        |                                        |                                        |    |  |                                   |                                   |                                   |
|  |                                            | John Spencer                               | 31                                         |  |  |                                        |                                        |                                        |    |  |                                   |                                   |                                   |
|  |                                            | Fred Davis                                 | 21                                         |  |  |                                        | John Spencer                           | 37                                     |    |  |                                   |                                   |                                   |
|  |                                            | Eddie Charlton                             | 31                                         |  |  |                                        | Eddie Charlton                         | 32                                     |    |  |                                   |                                   |                                   |
|  |                                            | David Taylor                               | 25                                         |  |  |                                        |                                        |                                        |    |  | John Spencer                      | 32                                |                                   |
|  |                                            | Alex Higgins                               | 31                                         |  |  |                                        |                                        | Alex Higgins                           | 37 |  |                                   |                                   |                                   |
|  |                                            | John Pulman                                | 23                                         |  |  |                                        | Alex Higgins                           | 31                                     |    |  |                                   |                                   |                                   |
|  |                                            | Rex Williams                               | 25                                         |  |  |                                        | Rex Williams                           | 30                                     |    |  |                                   |                                   |                                   |
|  |                                            | Ray Reardon                                | 23                                         |  |  |                                        |                                        |                                        |    |  |                                   |                                   |                                   |
|  |                                            |                                            |                                            |  |  |                                        |                                        |                                        |    |  |                                   |                                   |                                   |
|  |                                            |                                            |                                            |  |  |                                        |                                        |                                        |    |  |                                   |                                   |                                   |